# Dusun Tengah (Muaradua Kisam)
Dusun Tengah is een bestuurslaag in het regentschap Ogan Komering Ulu Selatan van de provincie Zuid-Sumatra, Indonesië. Dusun Tengah telt 778 inwoners (volkstelling 2010).